# Оријентални спортски центар Шангај
Оријентални спортски центар Шангај (поједеностављени кин.: 上海东方体育中心, енг.: Shanghai Oriental Sports Center) познат и као Шангајски центар за водене спортове, је спортски центар, а изградња спортског центра је почела 30. децембра 2008. године и завршена је крајем 2010. године.
Центар има затворену арену под називом Затворени стадион са капацитетом од 18.000 седећих места, затворени базен са капацитетом од 5.000 седећих места и отворени базен са капацитетом од 5.000 седећих места. Оријентални спортски центар Шангај или Шангајски спортски центар налази се у непосредној близини реке Хангпу, поред Екпо парка у Шангајском новом подручју Пудонг. Укупна инвестиција износила је две милијарде јуана. Центар се налази у близини станице Оријентални спортски центар на метроу у Шангају.

## Затворени стадион (арена)
Главно место у Спортском комплексу заузима Затворени стадион , који се користи за домаће утакмице футсал клуба Шангај Скај. Има капацитет од 18.000 и користи се за разне догађаје, као што су футсал, клизање, кошарка, мешовите борилачке вештине, клизање, пливање и Е-Спортови. 

## Значајни догађаји
- 14. Светско првенство у воденим спортовима 2011, од 16. јула до 31. јула 2011.[2] from July 16–31, 2011.[3]
- Светско првенство у брзом клизању 2012.
- Светско првенство у роњењу 2014.
- Светско првенство у клизању, 23. март — 29. март 2015.[4]
- 27. ROAD Fighting Championship MMA (Светско првенство у борилачким вештинама)
- Лига легенди, средина сезоне, за званице, 2016.[5]
- Светско првенство Лиге легенди 2017, полуфинале[6]
- Светско првенство у кошарци 2019. Група Е, 31. август — 15. септембар 2019.

## Изградња
Арену је дизајнирала немачка архитектонска фирма Gerkan, Marg and Partners. Објекат се налази на језеру које је створио човек и повезује се са реком Хангпу. Површина спортског центра је 34,75 хектара (85,9 хектара); површина простора је 163.800 квадратних метара.У изградњи, радници су користили 3.000 тона челика за изградњу архитектуре.